# Borgunds kommun, Sogn og Fjordane
Borgunds kommun (norska: Borgund kommune) var en kommun i dåvarande Sogn og Fjordane fylke i västra Norge. Kommunen omfattade den östra delen av nuvarande Lærdals kommun. Byn Steinklepp utgjorde kommunens centralort.

## Administrativ historik
Borgunds kommun upprättades 1864 genom utbrytning ur Lærdals kommun. Kommunen hade 963 invånare vid upprättandet.
Den 1 januari 1964 gick kommunen åter upp i Lærdals kommun. Kommunens hade då 492 invånare.